# 比重 (医学)

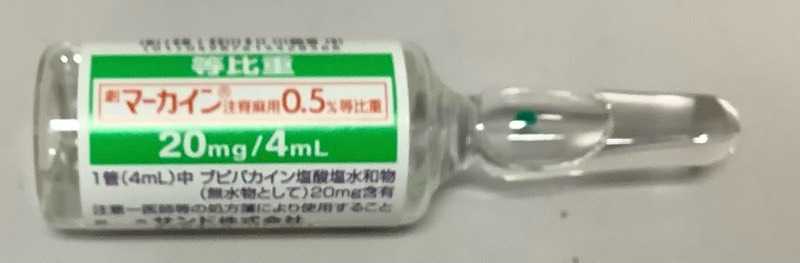
脊髄くも膜下麻酔に用いられるアミド型局所麻酔薬、ブピバカインの等比重液

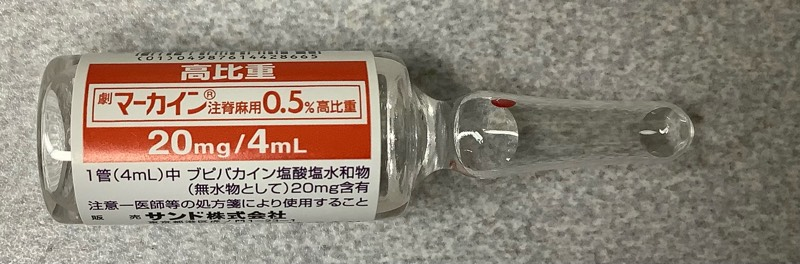
脊髄くも膜下麻酔に用いられるアミド型局所麻酔薬、ブピバカインの高比重液

比重（ひじゅう、英: baricity）とは、物質の密度をヒトの脳脊髄液の密度と比較したものである。麻酔科領域で、髄腔内投与における薬物の拡散性を判断するために用いられる。

## 解説
脳脊髄液の密度がおよそ1.003+/-0.003であることから、比重が1.000に近い溶液は等比重(英: isobaric)と呼ばれる。比重が0.999未満の溶液は低比重(英: hypobaric)と呼ばれ、通常、局所麻酔薬を蒸留水と混合することで作成される。高比重液(英: hyperbaric)は、5～8％のブドウ糖液と目的の局所麻酔薬を混合して作成される。日本では粉末製剤のテトラカインが多く使われてきた(p125)。2023年現在では調整済のブピバカインの高比重液と等比重液が市販されており(p126)、それらが使用されることも多い。
高比重液は重力の方向に流れ、髄腔内の最も下の領域に沈降する。逆に、低比重液は、重力の反対方向に上昇する。これらの特性により、麻酔科医は比重、麻酔薬の選択と患者の体位によって、脊髄くも膜下麻酔の広がりを優先的に制御することができる。同じ濃度でも、比重が異なると力価が異なる。例えば、ブピバカインであれば、同じ運動ブロックを得るのに必要な量の比は高比重/等比重 = 0.72と等比重の方が力価が低くなる